# Oberschönegg
Oberschönegg település Németországban, azon belül Bajorországban. Lakosainak száma 1024 fő (2023. december 31.).

## Népesség
A település népessége az elmúlt években az alábbi módon változott:
| Lakosok száma | 291  | 412  | 349  | 865  | 929  | 964  | 967  | 957  | 999  | 1024 |
|               | 1875 | 1950 | 1975 | 1987 | 2012 | 2014 | 2016 | 2017 | 2021 | 2023 |